# Mário Lucunde
Mário Lucunde (* 13. Mai 1957 in Caimbambo, Portugiesisch-Westafrika; † 26. Februar 2023 in Benguela) war ein angolanischer Geistlicher und römisch-katholischer Bischof von Menongue.

## Leben
Mário Lucunde studierte Philosophie und Katholische Theologie am Priesterseminar Cristo Rei in Huambo. Am 3. Februar 1985 empfing er das Sakrament der Priesterweihe für das Bistum Benguela. Nach weiterführenden Studien wurde er 1994 an der Päpstlichen Universität Urbaniana in Rom mit Arbeit O problema da intersubjectividade em Maurice Nédoncelle. A intersubjectividade como constitutivo funamental do personalismo („Das Problem der Intersubjektivität bei Maurice Nédoncelle. Intersubjektivität als Grundelement des Personalismus“) im Fach Philosophie promoviert. Lucunde war zunächst als Pfarrer und als Präfekt am interdiözesanen Priesterseminar in Huambo tätig, bevor er Regens des Priesterseminars Bom Pastor in Benguela wurde. Später fungierte er zudem als Direktor des Religionswissenschaftlichen Instituts von Angola.
Papst Benedikt XVI. ernannte ihn am 3. August 2005 zum Bischof von Menongue. Die Bischofsweihe spendete ihm der Bischof von Benguela, Oscar Lino Lopes Fernandes Braga, am 9. Oktober desselben Jahres in der Kapelle Nossa Senhora de Navegantes in Benguela; Mitkonsekratoren waren Giovanni Angelo Becciu, Apostolischer Nuntius in Angola und auf São Tomé und Príncipe, und Zacarias Kamwenho, Erzbischof von Lubango. Lucunde wählte den Wahlspruch Paz („Frieden“). Die Amtseinführung fand am 16. Oktober 2005 statt.
Am 12. März 2018 nahm Papst Franziskus seinen vorzeitigen, krankheitsbedingten Rücktritt an. Mário Lucunde starb am 26. Februar 2023 nach längerer Krankheit im Alter von 65 Jahren in Benguela.

## Schriften
- O problema da intersubjectividade em Maurice Nédoncelle. A intersubjectividade como constitutivo funamental do personalismo. Pontificia Universitas Urbaniana, Rom 1994, OCLC 489775136.